# Zbojnícky zámok
Zbojnícky zámok (deutsch: Burg Salzburg) ist eine Burgruine, deren Name etwa „Räuberschloss“ bedeutet. Sie wird auch Zbojnícky hrad „Räuberburg“ oder ursprünglich Soľnohrad „Salzburg“ genannt und liegt oberhalb des Dorfes Ruská Nová Ves in den Slanské vrchy in der Ostslowakei.
Es besteht eine königliche Erlaubnis von 1288 zur Errichtung der Burg, doch der Bau dürfte erst mindestens zehn Jahre später begonnen worden sein. Die Burg sollte zwei heute nicht mehr erhaltene Burgen auf dem Gebiet von Solivar ersetzen. Sie wurde 1715 zerstört und verfällt seitdem weiter.